# Schiffsverlust
Unter dem Sammelbegriff Schiffsverlust (englisch loss) versteht man den Teilverlust und den Totalverlust eines Schiffes.

## Einzelheiten
Wird ein Schiff stark beschädigt oder geht es sogar komplett verloren, so zieht das eine Reihe versicherungsrechtlicher Fragen nach sich.
Versicherungstechnisch wird der Schiffsverlust unterteilt in:
- Teilverlust – Ein Schiff wird durch Feuer, Wassereintritt, Kollision, Seeschlag oder andere Ursachen beschädigt, ist aber noch physisch vorhanden.
- Totalverlust – Dieser gliedert sich in zwei Unterarten
  - Wirklicher Totalverlust – Das Schiff ist entweder komplett verloren (beispielsweise durch Untergang) oder derart zerstört, dass es kein Versicherungsobjekt mehr darstellt.
  - Angenommener Totalverlust –  Der Fall tritt ein, wenn die Ausgaben zur Abwendung eines tatsächlichen Totalverlusts, beziehungsweise die Reparaturausgaben eines schon beschädigten Schiffes den Schiffswert nach einer Reparatur übersteigen. Im Falle eines angenommenen Totalverlusts kann der Schiffseigner entscheiden, ob er den Verlust als Teilverlust behandelt oder das Schiff abandonniert und somit wie einen wirklichen Totalverlust mit der Versicherung abwickelt.